# Atractus microrhynchus
Atractus microrhynchus — вид змій родини полозових (Colubridae). Мешкає в Еквадорі і Перу.

## Поширення і екологія
Atractus microrhynchus мешкають на заході і південному заході Еквадорі, де були зафіксовані в провінціях Гуаяс, Лос-Ріос і Ель-Оро, а також на північному заході Перу, в регіоні Тумбес. Вони живуть в сезонних вічнозелених лісах, на висоті до 800 м над рівнем моря.

## Збереження
МСОП класифікує цей вид як вразливий. Atractus microrhynchus загрожує знищення природного середовища.